# Controller Magazin
Das Controller Magazin ist eine zweimonatlich, in sechs Ausgaben jährlich erscheinende, deutschsprachige Fachzeitschrift für Controlling. Die Auflage ist auf etwa 10.000 Exemplare zu beziffern. Sie erscheint in einer gedruckten und einer Online-Version.
Das Controller Magazin ist Organ des Vereins Internationaler Controller Verein e. V., der etwa 6.000 Mitglieder zählt. Seit Juli 2013 ist das Controller Magazin auch Organ des Vereins Risk Management Association e. V. und seit Juli 2018 des Bundesverbands der Ratinganalysten e. V. (BdRA). Herausgeber des Controller Magazins ist RA Conrad Günther. Die Zeitschrift erscheint im Verlag für ControllingWissen AG, der sich seit Ende 2007 mit einer Anteilsmehrheit von 51 % im Besitz der Rudolf Haufe Verlag befindet.
Die Zeitschrift erschien erstmals im Jahr 1975 (laut ZDB 1976) und geht auf den Controlling-Pionier Albrecht Deyhle zurück.